# Worms 2
Worms 2 è un videogioco strategico a turni sviluppato dal Team17 e pubblicato da MicroProse e Electronic Arts per computer nel 1998.
Il videogioco fa parte della serie di videogiochi Worms, costituendone il secondo capitolo.

## Modalità di gioco
La modalità di gioco non è variata, l'obiettivo è eliminare la squadra avversaria. Il videogioco utilizza un nuovo motore grafico bidimensionale che permette di utilizzare sprite grandi e ben animati.
Al gioco vengono aggiunte molte armi di distruzione di massa, come mitragliatrici, bombardamenti aerei con il napalm, razzi e armi più strane come mucche esplosive, super banane esplosive e pecore saltellanti.